# Traunkirchen
Traunkirchen är en ort och kommun i Österrike. Den ligger i distriktet Gmunden i förbundslandet Oberösterreich, 200 km väster om huvudstaden Wien. 

## Förhistoria
Traunkirchen är ett gammalt bosättningsområe. Fynd visar att människor bodde här redan på yngre stenåldern, liksom på bronsåldern och under tiden för Hallstattkulturen, en övergångstid mellan brons- och järnåldern. En försöksutgrävning på berget Johannesberg 1979 visade att det fanns en hednisk kultplats här för 3500 år sedan.